# Раунд-Лейк-Біч (Іллінойс)
Раунд-Лейк-Біч (англ. Round Lake Beach) — селище (англ. village) в США, в окрузі Лейк штату Іллінойс. Населення — 27 252 особи (2020).

## Географія
Раунд-Лейк-Біч розташований за координатами 42°22′57″ пн. ш. 88°4′50″ зх. д. / 42.38250° пн. ш. 88.08056° зх. д. (42.382409, -88.080689).  За даними Бюро перепису населення США в 2010 році селище мало площу 13,51 км², з яких 13,11 км² — суходіл та 0,40 км² — водойми.

## Демографія
Згідно з переписом 2010 року, у селищі мешкало 28 175 осіб у 8055 домогосподарствах у складі 6317 родин. Густота населення становила 2085 осіб/км².  Було 8587 помешкань (636/км²).
Расовий склад населення:
| - 68,7 % — білих - 4,3 % — чорних або афроамериканців - 3,0 % — азіатів - 1,3 % — корінних американців - 19,3 % — осіб інших рас |

До двох чи більше рас належало 3,4 %. Частка іспаномовних становила 48,0 % від усіх жителів.
За віковим діапазоном населення розподілялося таким чином: 32,9 % — особи молодші 18 років, 61,6 % — особи у віці 18—64 років, 5,5 % — особи у віці 65 років та старші. Медіана віку мешканця становила 30,2 року. На 100 осіб жіночої статі у селищі припадало 101,8 чоловіків;  на 100 жінок у віці від 18 років та старших — 99,3 чоловіків також старших 18 років.
Середній дохід на одне домашнє господарство  становив 67 372 долари США (медіана — 61 159), а середній дохід на одну сім'ю — 72 364 долари (медіана — 64 266). Медіана доходів становила 41 057 доларів для чоловіків та 35 678 доларів для жінок. За межею бідності перебувало 14,4 % осіб, у тому числі 18,2 % дітей у віці до 18 років та 12,0 % осіб у віці 65 років та старших.
Цивільне працевлаштоване населення становило 13 517 осіб. Основні галузі зайнятості: виробництво — 17,6 %, роздрібна торгівля — 15,9 %, освіта, охорона здоров'я та соціальна допомога — 15,0 %.